# Karta'97

Karta'97 logo

Karta'97 (biał. Хартыя’97, Chartyja’97, ros. Хартия’97, Chartija’97) – białoruska inicjatywa obywatelska na rzecz obrony praw człowieka i zjednoczenia sił politycznych opozycyjnych wobec władzy prezydenta Alaksandra Łukaszenki.
Karta'97 ogłoszona została 10 listopada 1997 roku. Wyrażała sprzeciw wobec łamania praw człowieka na Białorusi i niszczenia kultury narodowej. Jej autorami i inicjatorami byli dziennikarze niezależnych mediów, a jej tekst opublikowany został w najważniejszych niezależnych gazetach tego czasu: „Imia”, „BDG”, „Narodnaja Wola”, „Swaboda”, „Swobodnyje Nowosti” i innych. Stanowić miała białoruską analogię Karty 77 – deklaracji ustanawiającej zasady przezwyciężenia totalitaryzmu i przywrócenia demokracji w Czechosłowacji.
W skład komitetu organizacyjnego inicjatywy w różnych okresach wchodzili: Andrej Sannikau, Alaksandr Milinkiewicz, Uładzimir Mackiewicz, Wiktar Iwaszkiewicz, Ludmiła Hraznowa, Piotr Marcau, Juryj Chaszczawacki i inni działacze. W pierwszej kolejności pod Kartą'97 pozostawiło swoje podpisy 100 znanych na Białorusi polityków, działaczy kulturalnych i społecznych, dziennikarzy. Następnie dokument podpisało ponad 100 tys. obywateli Białorusi.

## charter97.org
W ostatnich latach inicjatywa znana jest przede wszystkim przez stronę internetową swojego centrum prasowego, która stała się jedną z najczęściej odwiedzanych stron informacyjnych białoruskiego internetu.

## Represje po wyborach prezydenckich 19 grudnia 2010 roku
O godzinie 4:40 w nocy z 19 na 20 grudnia 2010 roku, na fali aresztowań działaczy opozycji po wyborach prezydenckich, siedziba redakcji strony internetowej charter97.org została zaatakowana przez umundurowanych przedstawicieli struktur siłowych. Zdaniem członków redakcji, był to specnaz. Ludzie w mundurach wyłamali drzwi siedziby, po czym wywieźli z niej wszystkie znajdujące się tam osoby, tj. redaktor strony Natallę Radziną i wolontariuszy, do budynku Komitetu Bezpieczeństwa Państwowego (KGB). Wolontariusze otrzymali różne sądowe wyroki po kilka dni administracyjnego aresztu, natomiast Natalla Radzina została umieszczona w izolatce śledczej KGB. Uznano ją za podejrzaną o organizację masowych niepokojów w Mińsku wieczorem 19 grudnia (art. 293 Kodeksu Karnego), za co grozi jej do 15 lat więzienia. Radzina jest jedną z 23 osób, wobec których wysunięto takie podejrzenie.
Od momentu aresztowania redakcji 20 grudnia, internetowy serwis informacyjny Karty'97 ograniczył swoją pracę do 1–3 wiadomości na dobę. Nieznane osoby wznowiły jego normalną pracę dopiero 27 grudnia.

## Działalność po 2010 roku
Po zniszczeniu biura na Białorusi, Karta'97 i jej strona internetowa zaczęły pracować z Wilna. W 2012 roku biuro Karty zostało przeniesione do Warszawy, pozostawiając w stolicy Litwy punkt korespondencyjny. Stało się tak dzięki wsparciu władz Polski i samorządu Warszawy. Oficjalne otwarcie nowego biura odbyło się 14 września 2012 roku. Uczestniczyło w nim ok. 100 gości, m.in. podsekretarz stanu w polskim MSZ Jerzy Pomianowski i były minister stosunków międzynarodowych Słowacji Pavol Demeš.
W sierpniu 2022 roku białoruskie władze uznały Kartę’97 za ugrupowanie ekstremistyczne. Wcześniej w latach 2021-2022 kanał Telegram, logo, strona internetowa i strony Karty w sieciach społecznościowych znalazły się na liście materiałów ekstremistycznych
.